# Lambdina jacularia
Lambdina jacularia är en fjärilsart som beskrevs av Barnes och Mcdunnough 1916. Lambdina jacularia ingår i släktet Lambdina och familjen mätare. Inga underarter finns listade i Catalogue of Life.

## Bildgalleri

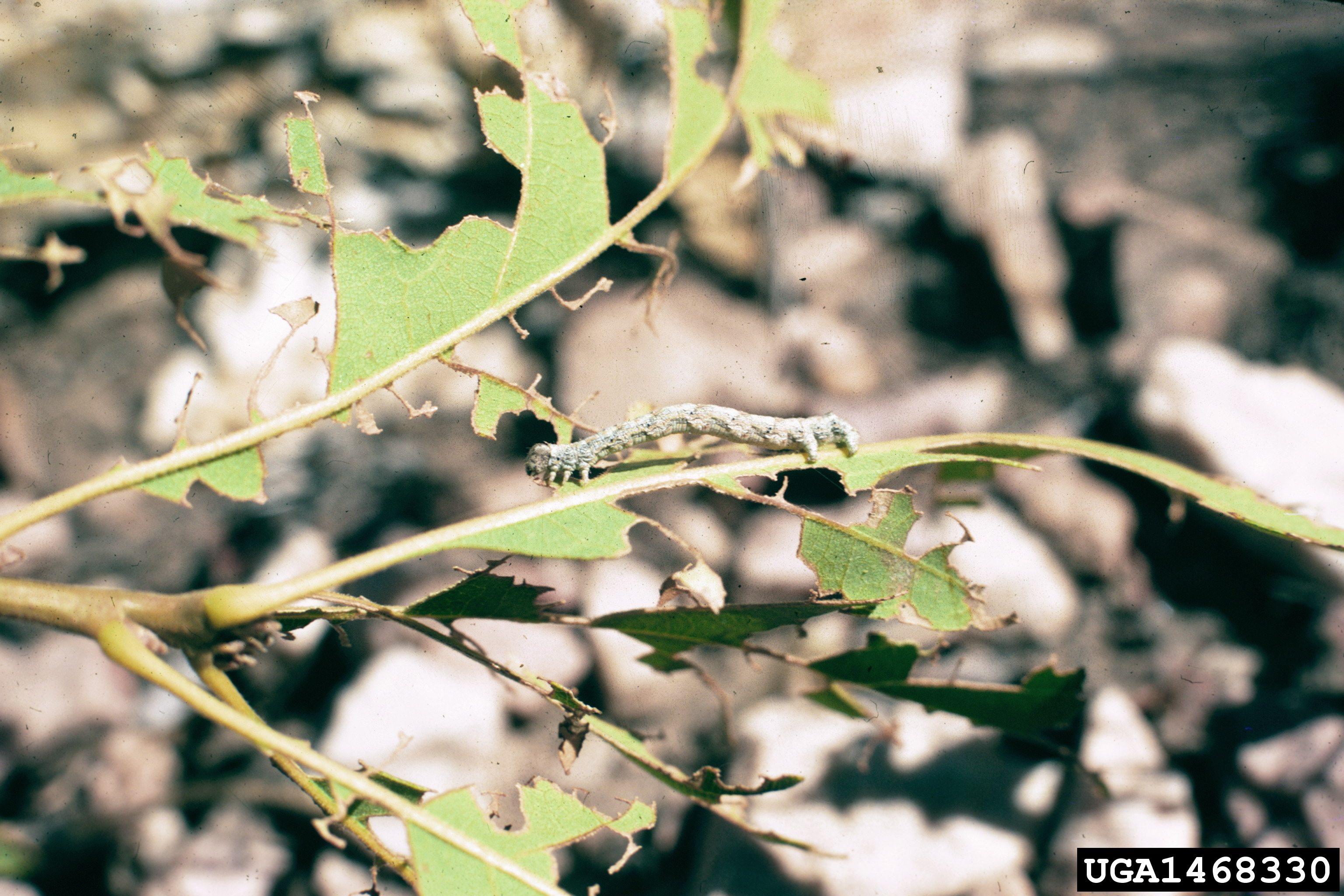
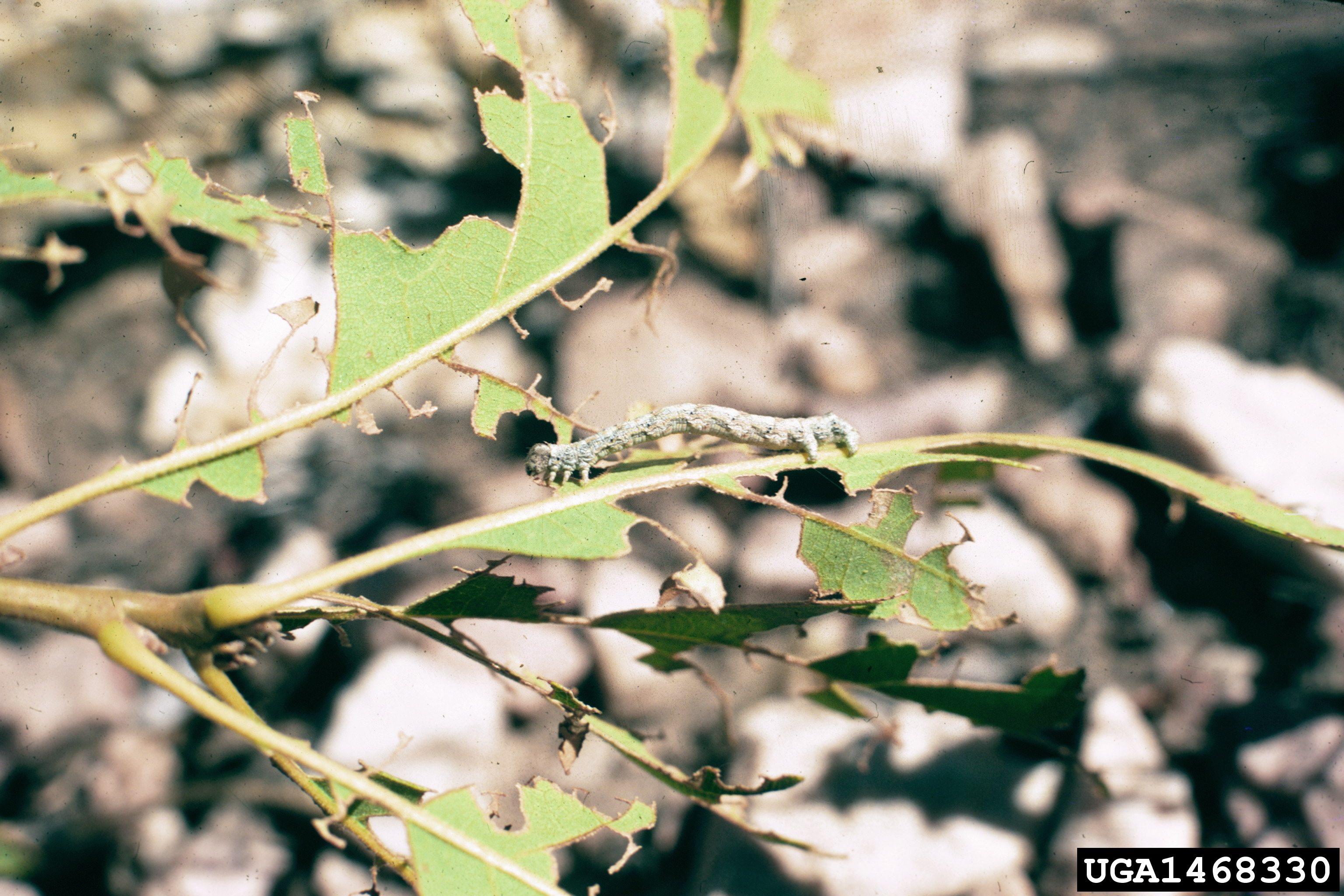